# 連用形
連用形（れんようけい）とは、日本語の用言における活用形の一つ。日本語の動詞や形容詞などは語形変化を起こすが、活用形とは学校文法において語形変化後の語形を6つに分類したものであり、連用形はそのうちの一つで前から2番目に置かれる。

## 定義
連用とは「用言に連なる」という意味であり、用言（動詞・形容詞・形容動詞）の前で現れる語形をもとに作られている。この名は東条義門が『和語説略図』（1833年）において連用言として立てて以来のものである。
他の用言の前で四段動詞はイ段音となり、一段動詞と二段動詞はイ段音あるいはエ段音になる。また形容詞は「く」の形をとり、形容動詞は「に」の形を取る。このように定義を定めると助詞や助動詞の方の分類にも使われるようになり、連用形に接続する助詞・助動詞として「て」「つつ」「ながら」「き」「けり」「つ」「ぬ」「たり」……といったものがあるとされた。またここから逆に、これらの助詞・助動詞の前で現れる語形も連用形に含まれることになり、形容詞は「かり」、形容動詞は「なり」が現れ、動詞では音便形がこれに相当する。
| 文語     | 文語         | 文語     | 文語                    | 文語        | 口語         | 口語   | 口語                         | 口語        | 口語 |
| 品詞     | 活用の種類   | 例語     | 語形                    | 語形        | 活用の種類   | 例語   | 語形                         | 語形        |      |
| -------- | ------------ | -------- | ----------------------- | ----------- | ------------ | ------ | ---------------------------- | ----------- | ---- |
| 動詞     | 四段活用     | 書く     | かき                    | -i          | 五段活用     | 書く   | かき かい                    | -i っ/ん/い |      |
| 動詞     | ラ行変格活用 | あり     | あり                    | -i          | 五段活用     | 書く   | かき かい                    | -i っ/ん/い |      |
| 動詞     | ナ行変格活用 | 死ぬ     | しに                    | -i          | 五段活用     | 書く   | かき かい                    | -i っ/ん/い |      |
| 動詞     | 下一段活用   | 蹴る     | け                      | -e          | 下一段活用   | 受ける | うけ                         | -e          |      |
| 動詞     | 下二段活用   | 受く     | うけ                    | -e          | 下一段活用   | 受ける | うけ                         | -e          |      |
| 動詞     | 上一段活用   | 着る     | き                      | -i          | 上一段活用   | 起きる | おき                         | -i          |      |
| 動詞     | 上二段活用   | 起く     | おき                    | -i          | 上一段活用   | 起きる | おき                         | -i          |      |
| 動詞     | カ行変格活用 | 来       | き                      | -i          | カ行変格活用 | 来る   | き                           | -i          |      |
| 動詞     | サ行変格活用 | す       | し                      | -i          | サ行変格活用 | する   | し                           | -i          |      |
| 形容詞   | ク活用       | なし     | なく なかり             | く かり     |              | ない   | なく なかっ                  | く かっ     |      |
| 形容詞   | シク活用     | 美し     | うつくしく うつくしかり | しく しかり |              | ない   | なく なかっ                  | く かっ     |      |
| 形容動詞 | ナリ活用     | 静かなり | しずかに しずかなり     | に なり     |              | 静かだ | しずかに しずかだっ しずかで | に だっ で  |      |
| 形容動詞 | タリ活用     | 堂々たり | どうどうと どうどうたり | と たり     |              | 静かだ | しずかに しずかだっ しずかで | に だっ で  |      |

## 問題点
「連用」といい、用言に連なるという並びは確かに同じであるが、形容詞、形容動詞が修飾語の働きをして主要部が後ろの用言にあるのに対し、動詞は複合動詞などの前項要素として主要部が前の動詞にあり、文法的機能は異なっている。
動詞の連用形はそのままで名詞にもなる（「つなぎ」「賭け」「救い」など）。連用形としての機能もこの名詞化機能が元になっていると思われる。それに対し、形容詞の連用形は一般には名詞にならない（ただし「近く」「奥深く」「朝早く」など、時間・空間的な程度を表す形容詞は名詞化が可能）。

## 言語学から見た連用形
語形変化のある語において変化しない部分は語幹と呼ばれ、それに付属することで文法的機能を担い、語形に変化をもたらすものを語尾と呼ぶ。形態論により日本語の語形を音素レベルまで分解して考えると、動詞は子音語幹動詞と母音語幹動詞に分けられる。子音語幹動詞は四段動詞、ラ変動詞、ナ変動詞のことをいい、ローマ字分析すると変化しない語幹部分は子音で終わっている。一方、母音語幹動詞は一段動詞、二段動詞である。ただし、現代口語においては母音交替は起こらず語幹は一定であるが、文語においては語幹母音は母音交替を起こして2通りの語形をもっている。尚、いわゆるサ変動詞、カ変動詞は不規則な変化をする不規則動詞である。
このように見る時、連用形に現れる -i- や -u- の音は、子音語幹が子音で始まる語尾や用言に結合する際に子音の連続を避けるためつなぎとして挿入されたものに由来している。例えば「食べます」は tabe-mas-u のように直接語幹につくが、「書きます」は kak-i-mas-u のようにiが生じている。また四段動詞におけるウ音便、促音便、撥音便は、つなぎの -i- が挿入されないことによって生じている。例えば「立って」は tat-te である。
また形容詞と形容動詞は文語においてカリ活用やナリ活用と言われる活用をもつが、これは語幹と語尾との間に-ar-（あり）が入るものをいっている。「あり」は単体では存在を表す語であるが、語尾として使われると指定、措定の文法機能を果たしている。よってその活用は子音語幹動詞「あり」と同じく「～かり～」や「～かった」となる。